# Elinor Donahue
Elinor Donahue (nacida Mary Eleanor Donahue; 19 de abril de 1937) es una actriz estadounidense retirada conocida por interpretar el papel de Betty Anderson, la hija mayor de Jim y Margaret Anderson, en la sitcom estadounidense de los años 50 Father Knows Best.

## Primeros años y carrera
Donahue nació en Tacoma, Washington, el 19 de abril de 1937, hija de Doris Genevieve (de soltera Gelbaugh) y Thomas William Donahue.
Desde los cinco años, Donahue actuó en películas con coros de baile y fue compañera de ballet de Barrie Chase, futura compañera de Fred Astaire. Fue actriz infantil en el vodevil y tuvo varios papeles secundarios en películas de adolescente, como Love Is Better Than Ever (1952), protagonizada por Elizabeth Taylor y Tea for Two (1950), protagonizada por Doris Day. Interpretó a una de las hijas de Three Daring Daughters en 1948 y apareció como hermana de Mamie Van Doren en Girls Town (1959).

## Father Knows Best

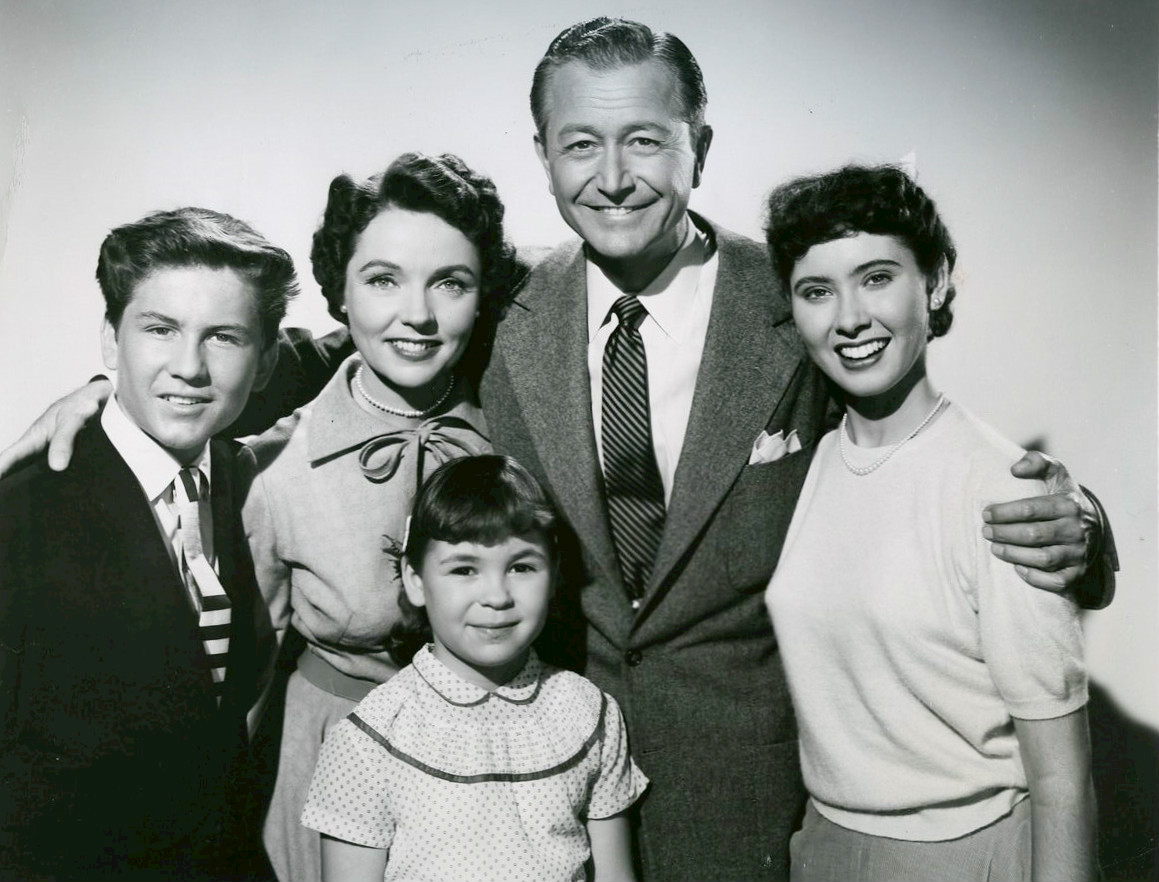
Foto del reparto de la familia Anderson del programa de televisión, Father Knows Best: (frente) Lauren Chapin; (atrás, de izquierda a derecha) Billy Gray, Jane Wyatt, Robert Young y Elinor Donahue en 1954.

Donahue alcanzó el estrellato por su papel de la hija mayor, Betty, en la serie familiar de televisión Father Knows Best, que se emitió de 1954 a 1960. Sus coprotagonistas fueron Robert Young, Jane Wyatt, Billy Gray como su hermano menor, James "Bud" Anderson Jr., y Lauren Chapin como su hermana menor, Kathy.

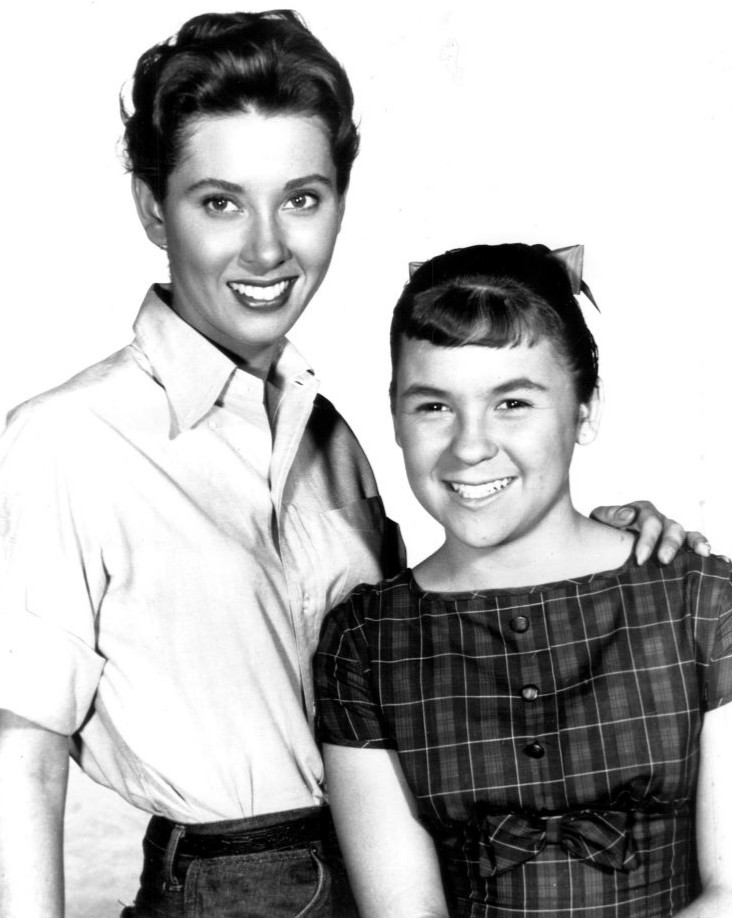
Elinor Donahue y Lauren Chapin en Father Knows Best en 1959.

Donahue fue jueza musical en Jukebox Jury (1953–54), de la cadena ABC, y, durante la primera temporada de Father Knows Best, apareció también en The Ray Bolger Show, protagonizado por Ray Bolger en el papel de un cantante y bailarín. Posteriormente, formó parte del reparto junto a James Best, Ann Doran y J. Carrol Naish en el episodio de 1956 "The White Carnation" de la serie de antología religiosa Crossroads. Actuó como estrella invitada en un episodio de U.S. Marshal. También apareció como recién casada en el episodio de The George Burns and Gracie Allen Show titulado "The Newlyweds" que se emitió el 2 de abril de 1956. Actuó en el largometraje Girls Town (película de 1959), que más tarde describió como "una película horrible".

## Años 60 y 80
Donahue interpretó a Georgiana Balanger, la sobrina de George y Martha Wilson, en el episodio "Dennis and the Wedding" (1960) de Dennis the Menace. Donahue también formó parte del reparto, en 1960, junto a Marion Ross en un episodio ("Duet") de The Brothers Brannagan. Interpretó a Miriam Welby en The Odd Couple de ABC, a Jane Mulligan en Mulligan's Stew y a la malvada enfermera Hunnicut en Days of Our Lives.
Formó parte del elenco principal de la primera temporada de The Andy Griffith Show, de la CBS, como Ellie Walker, la farmacéutica enamorada de Andy. Incluso fue mencionada en los créditos iniciales antes que Don Knotts. Después de una temporada (1960–1961), Donahue pidió la rescisión de su contrato de tres años.
En 1963, Donahue actuó en un episodio de la efímera serie de wéstern moderno de la NBC, Redigo, con Richard Egan en el papel del ranchero Jim Redigo. Luego actuó en otra serie wéstern Have Gun Will Travel como Letty May en el episodio "The Burning Tree".
En 1964, apareció en la serie de la NBC The Eleventh Hour, un drama médico sobre psiquiatría protagonizado por Jack Ging y Ralph Bellamy, donde interpretó el papel de Melanie en el episodio "The Secret in the Stone".
En 1966, actuó como invitada en la serie de televisión A Man Called Shenandoah, episodio 8, "Town On Fire".
En 1967, apareció como invitada en Star Trek, en el episodio de la segunda temporada "Metamorphosis", en el papel de la comisaria Nancy Hedford.
Donahue interpretó a la hermana de la hermana Bertrille (Sally Field) en tres episodios de la serie de la ABC The Flying Nun (1968-70).
Interpretó a Miriam Welby en 17 episodios de The Odd Couple (1972-75).
En 1977, apareció en un episodio de la serie policíaca de la ABC The Feather and Father Gang.
En 1978, Donahue protagonizó la comedia de la NBC Please Stand By.

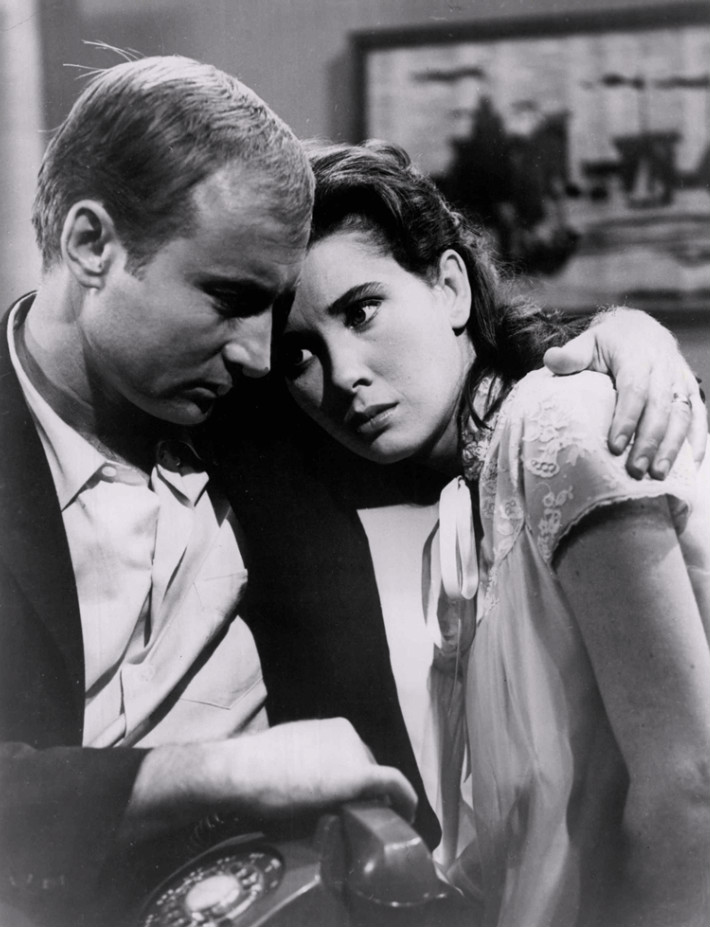
Nick Adams y Elinor Donahue en General Electric Theater en 1961.

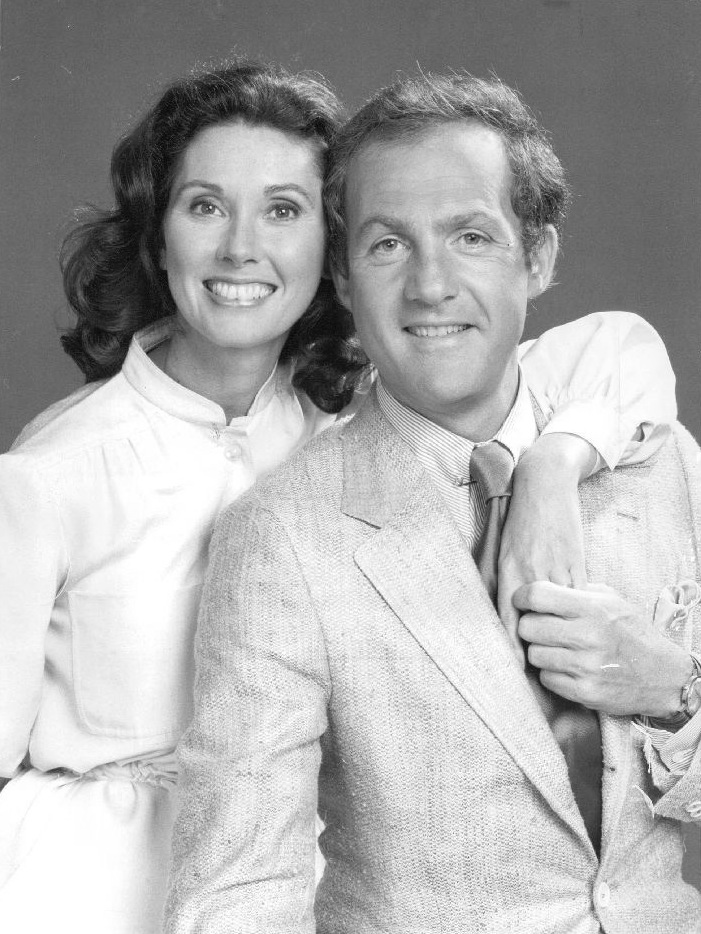
Foto publicitaria de Elinor Donahue y Lawrence Pressman promocionando el martes, 25 de octubre de 1977 el estreno de la serie de televisión de la NBC Mulligan's Stew

En 1979, apareció en Diff'rent Strokes como prometida del Sr. Drummond en la primera temporada.
En 1981, Donahue apareció en un episodio de One Day at a Time, como Felicia, la madre de Alex.
En 1984, hizo una aparición como Mrs. Broderick, la madre de un adolescente drogadicto en la última temporada de Happy Days.
En 1987, interpretó a la madre del personaje principal en la breve serie de Fox The New Adventures of Beans Baxter.
En 1988, apareció en un episodio de Newhart ("Courtin' Disaster").
En 1989 apareció en un episodio de The Golden Girls como la nueva esposa del exesposo de Dorothy Zbornak, Stan.

## Años 90 y posterior
En 1990, interpretó a Bridget, encargada de una tienda de ropa de Beverly Hills, en la película Pretty Woman. Donahue interpretó a Gladys, la madre de Chris Peterson (Chris Elliott), en los 35 episodios de la comedia de situación Get a Life (1990–92), y tuvo un papel recurrente como Rebecca Quinn en la serie dramática de la CBS Dr. Quinn, Medicine Woman.
En 1991, interpretó a la "mujer del orfanato" en Freddy's Dead: The Final Nightmare.
En 1992, puso voz a la madre en la serie de animación de Fox Kids Eek! the Cat. En 1994, hizo una aparición como tía Lillian en "The One Where Nana Dies Twice", un episodio de Friends. Interpretó el papel de Lorraine, la novia de Luther Van Dam, en la quinta temporada de Coach a principios de los noventa.
En 1998, Donahue publicó un libro de memorias titulado In the Kitchen with Elinor Donahue (En la cocina con Elinor Donahue), en el que revivía algunos de sus recuerdos de Hollywood y proporcionaba más de 150 de sus recetas.
En septiembre de 2010, Donahue hizo una aparición en The Young and the Restless como el juez Anderson, uno de los viejos amigos de Nikki Newman y también como la mujer ministro que oficiará la boda de Billy Abbott y la hija de Nikki, Victoria Newman. La boda tuvo lugar frente a la nueva casa de los Abbott, que casualmente era una réplica de la casa de los Anderson de Father Knows Best.
En 2015, Donahue interpretó el papel de la señora Chumley en la producción de la Judson Theatre Company de la obra Harvey de Mary Chase, galardonada con el Premio Pulitzer. Donahue calificó el papel como su "canto del cisne".

## Vida personal
Donahue se casó tres veces. Su primer marido fue el productor de sonido Richard Smith, con quien se casó en 1955. Con él tuvo un hijo. Se divorciaron en 1961. Su segundo matrimonio, con el productor Harry Ackerman, 25 años mayor que ella, tuvo lugar en 1962 en el Court of Liberty. Ackerman era el padre adoptivo del hijo de su primer matrimonio, y Donahue y él tuvieron tres hijos juntos. Ackerman falleció en 1991. Como homenaje y recurso para la historia de la televisión estadounidense, Donahue donó los documentos personales de Ackerman a la Rauner Library del Dartmouth College, su alma mater. En 1992, se casó con el actor Lou Genevrino.

## Filmografía

### Cine
| Año  | Título                                   | Papel                 |
| ---- | ---------------------------------------- | --------------------- |
| 1943 | Mister Big                               | Muggsy                |
| 1943 | Honeymoon Lodge                          | Janie Thomas          |
| 1944 | Bowery to Broadway                       | Bessie Jo de joven    |
| 1944 | And Now Tomorrow                         | Janice - a los 4 años |
| 1946 | Winter Wonderland                        | Betty Wheeler         |
| 1947 | The Unfinished Dance                     | Josie                 |
| 1948 | Three Daring Daughters                   | Alix Morgan           |
| 1948 | Tenth Avenue Angel                       | Cynthia               |
| 1948 | The Arkansas Swing                       | Toni MacGregor        |
| 1949 | An Old-Fashioned Girl                    | Maud Shaw             |
| 1950 | The Happy Years                          | Connie Brown          |
| 1950 | Tea for Two                              | Lynne Smith           |
| 1950 | My Blue Heaven                           | Mary                  |
| 1951 | Her First Romance                        | Lucille Stewart       |
| 1952 | Love Is Better Than Ever                 | Pattie Marie Levoy    |
| 1959 | Girls Town                               | Mary Lee Morgan       |
| 1983 | Going Berserk                            | Margaret Anderson     |
| 1990 | Pretty Woman                             | Bridget               |
| 2004 | The Princess Diaries 2: Royal Engagement | Lady Palimore         |

### Televisión
| Año     | Título                                         | Papel                         | Notas                                                    |
| ------- | ---------------------------------------------- | ----------------------------- | -------------------------------------------------------- |
| 1954–60 | Father Knows Best                              | Betty Anderson                | Papel principal                                          |
| 1955    | Lux Video Theatre                              | Helen Richards                | Episodio: "The Life of Emile Zola"                       |
| 1955    | Letter to Loretta                              | Debbie Waring / Janey         | 2 episodios                                              |
| 1956    | The George Burns and Gracie Allen Show         | Emily Vanderlip Foster        | Episodio: "The Newlyweds"                                |
| 1956    | Ford Theatre                                   | Katherine Casey               | Episodio: "Sheila"                                       |
| 1958    | U.S. Marshal                                   | Martha Watson                 | Episodio: "Shoot to Kill"                                |
| 1960    | Goodyear Theatre                               | Connie Peters                 | Episodio: "Marked Down for Connie"                       |
| 1960    | Dennis the Menace                              | Georgiana Balanger            | Episodio: "Dennis and the Wedding"                       |
| 1960    | The Brothers Brannagan                         | Kate Warren                   | Episodio: "Duet"                                         |
| 1960–61 | The Andy Griffith Show                         | Elinor "Ellie" Walker         | Reparto principal (temporada 1)                          |
| 1961    | General Electric Theater                       | Carol Madsen                  | Episodio: "A Voice on the Phone"                         |
| 1961    | The United States Steel Hour                   | Fran Crowell                  | Episodio: "Delayed Honeymoon"                            |
| 1963    | 77 Sunset Strip                                | Laura Holt                    | Episodio: "Scream Softly, Dear"                          |
| 1963    | Have Gun – Will Travel                         | Letty Mae Stinchcomb          | Episodio: "The Burning Tree"                             |
| 1963    | Dr. Kildare                                    | Sharon Calloway               | Episodio: "Ship's Doctor"                                |
| 1963    | Redigo                                         | Joanie-Mae Kilpatrick         | Episodio: "Hostage Hero Riding"                          |
| 1963    | The Virginian                                  | Carole Cole                   | Episodio: "Siege"                                        |
| 1964    | The Eleventh Hour                              | Melanie                       | Episodio: "The Secret in the Stone"                      |
| 1964–65 | Many Happy Returns                             | Joan Randall                  | Papel principal                                          |
| 1965    | A Man Called Shenandoah                        | Julie Wade                    | Episodio: "Town on Fire"                                 |
| 1967    | Occasional Wife                                | Linda Sue                     | Episodio: "Oil, Be Seeing You"                           |
| 1967    | Star Trek: The Original Series                 | Nancy Hedford                 | Episodio: "Metamorphosis"                                |
| 1968–70 | The Flying Nun                                 | Dr. Jennifer Ethrington       | 3 episodios                                              |
| 1969    | In Name Only                                   | Esther Garrity                | Telefilme                                                |
| 1972    | Gidget Gets Married                            | Medley Blaine                 | Telefilme                                                |
| 1972–75 | The Odd Couple                                 | Miriam Welby                  | Papel secundario                                         |
| 1974    | If I Love You, Am I Trapped Forever?           | Alice Bennett                 | Telefilme                                                |
| 1974    | Police Woman                                   | Ellie Tarlow                  | Episodio: "Warning: All Wives"                           |
| 1974    | The Rookies                                    | Amanda                        | Episodio: "Blue Christmas"                               |
| 1975    | Petrocelli                                     | Joan Hiller                   | Episodio: "Vengeance in White"                           |
| 1976    | S.W.A.T.                                       | Marjorie Kemp                 | Episodio: "Lessons in Fear"                              |
| 1977    | The Feather and Father Gang                    | Julie                         | Episodio: "The People's Choice"                          |
| 1977    | The Father Knows Best Reunion                  | Betty Anderson                | Telefilme                                                |
| 1977    | Insight                                        | Margaret Drill                | Episodio: "Christmas 2025"                               |
| 1977    | Mulligan's Stew                                | Jane Mulligan                 | Papel principal                                          |
| 1977    | Father Knows Best: Home for Christmas          | Betty Anderson                | Telefilme                                                |
| 1977    | Police Story                                   | Camille Tackleberry           | Episodio: "Ice Time"                                     |
| 1978    | Police Story                                   | Joan Anderson                 | Episodio: "No Margin for Error"                          |
| 1978    | Doctors' Private Lives                         | Mona Wise                     | Telefilme                                                |
| 1978    | Please Stand By                                | Carol Lambert                 | Sitcom TV series - one year, aired in syndication        |
| 1979    | Diff'rent Strokes                              | Diane Sloane                  | Episode: "The Woman"                                     |
| 1980    | Condominium                                    | Audrey Ames                   | Telefilme                                                |
| 1980    | Barnaby Jones                                  | Judy Corbett                  | Episodio: "The Silent Accuser"                           |
| 1981    | Mork & Mindy                                   | Dr. Joni Lincoln              | Episodio: "Mindy and Mork"                               |
| 1981    | The Grady Nutt Show                            | Ellie Williams                | Telefilme                                                |
| 1981    | One Day at a Time                              | Felicia                       | Episodio: "Alex Moves In"                                |
| 1981    | Fantasy Island                                 | Madge Nolan / Blanche Barrens | 2 episodios                                              |
| 1982    | The Dukes of Hazzard                           | Marjorie Dane                 | Episodio: "The Sound of Music - Hazzard Style"           |
| 1983    | High School U.S.A.                             | Mrs. Franklin                 | Telefilme                                                |
| 1983    | Hotel                                          | Louise                        | Episodio: "Deceptions"                                   |
| 1984    | No Earthly Reason                              | Mrs. Morrison                 | Telefilme                                                |
| 1984    | Happy Days                                     | Mrs. Broderick                | Episodio: "School Dazed"                                 |
| 1984–85 | Days of Our Lives                              | Kate Honeycutt                | Papel como invitada                                      |
| 1986    | Riptide                                        | Elaine Warwick                | Episodio: "Echoes"                                       |
| 1987    | The Love Boat                                  | Betty Anderson                | Episodio: "Who Killed Maxwell Thorn?"                    |
| 1987    | The New Adventures of Beans Baxter             | Susan Baxter                  | Papel regular                                            |
| 1988    | CBS Schoolbreak Special                        | Laura Donovan                 | Episodio: "Never Say Goodbye"                            |
| 1988    | Newhart                                        | Irma                          | Episodio: "Courtin' Disaster"                            |
| 1989    | The Golden Girls                               | Katherine                     | Episodio: "Stan Takes a Wife"                            |
| 1989    | Generations                                    | Sylvia Furth                  | Serie de televisión                                      |
| 1989    | Santa Barbara                                  | Dr. Anderson                  | 2 episodios                                              |
| 1990    | Murder, She Wrote                              | Connie Lewis                  | Episodio: "The Szechuan Dragon"                          |
| 1990–92 | Get a Life                                     | Gladys Peterson               | Papel principal                                          |
| 1992    | Herman's Head                                  | Mrs. Fitzer                   | Episodio: "A Charlie Brown Fitzer"                       |
| 1992–93 | Eek! The Cat                                   | Mom                           | Voz                                                      |
| 1993    | The Legend of Prince Valiant                   | Queen Eleanora                | Voz, episodio: "The Jubilee"                             |
| 1993    | Coach                                          | Lorraine                      | 2 episodios                                              |
| 1993    | Biker Mice from Mars                           | Munsterella                   | Voz, episodio: "A Scent, a Memory, a Far Distant Cheese" |
| 1993–97 | Dr. Quinn, Medicine Woman                      | Rebecca Quinn                 | Papel secundario (temporadas 2–6)                        |
| 1994    | Friends                                        | tía Lillian                   | Episodio: "The One Where Nana Dies Twice"                |
| 1995    | The Invaders                                   | Norma Winters                 | 2 episodios                                              |
| 1996    | Ellen                                          | Delores Warwell               | Episodio: "The Tape"                                     |
| 1999    | Shake, Rattle and Roll: An American Love Story | Mrs. Lebowitz                 | Telefilme                                                |
| 2001    | Dr. Quinn, Medicine Woman: The Heart Within    | Rebecca Quinn Dickinson       | Telefilme                                                |
| 2005    | Cold Case                                      | Esther 'Legs' Davis           | Episodio: "Colors"                                       |
| 2010–11 | The Young and the Restless                     | Judge Marie Anderson          | Papel como invitada (4 episodios)                        |

### Literatura
| Año  | Título | Publicación      | Categoría            | Notas     |
| ---- | --- | ---------------- | -------------------- | --------- |
| 1998 | In the Kitchen With Elinor Donahue: Favorite Memories and Recipes from a Life in Hollywood ISBN 188895292X ISBN 9781888952926 | Cumberland House | Memoria / No ficción | Paperback |

## Premios y nominaciones
| Año  | Premio                             | Categoría                                                | Trabajo nominado       | Resultado |
| ---- | ---------------------------------- | -------------------------------------------------------- | ---------------------- | --------- |
| 1959 | 11 ª ceremonia de los Premios Emmy | Mejor actriz en papel secundario en una serie de comedia | Father Knows Best      | Nominada  |
| 2004 | TV Land Award                      | Legend Award                                             | The Andy Griffith Show | Ganadora  |

## Lectura adicional
- Dye, David. Child and Youth Actors: Filmography of Their Entire Careers, 1914–1985. Jefferson, NC: McFarland & Co., 1988, pp. 58–59.